# أخبار لندن المصورة

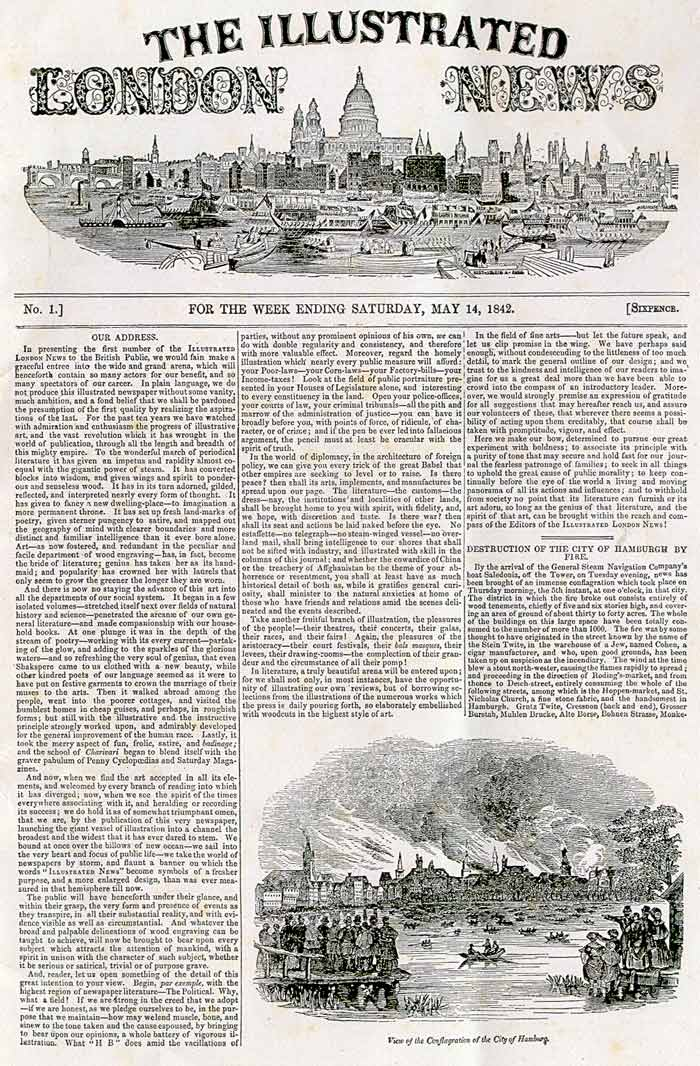
الصفحة الأولى من العدد الأول من مجلة "أخبار لندن المصورة"

أخبار لندن المصورة (بالإنجليزية: The Illustrated London News) هي أول مجلة إخبارية أسبوعية مصورة في العالم، ظهر العدد الأول يوم السبت 14 مايو عام 1842، وظلت تنشر أسبوعياً حتى عام 1971، ثم قل نشرها بشكل متزايد حتى توقف بالكامل عام 2003.

## المصدر
- The Illustrated London News: From Wikipedia, the free encyclopedia

## روابط خارجية
- أخبار لندن المصورة على موقع الموسوعة البريطانية (الإنجليزية)